# Biezymianka (obwód wołgogradzki)
Biezymianka (ros. Безымянка) – chutor w Rosji, w obwodzie wołgogradzkim, w rejonie michajłowskim. W 2010 liczył 1718 mieszkańców.